# Junonia tugela
Junonia tugela (tên tiếng Anh: African Leaf Butterfly, hoặcEared Commodore), là một loài bướm ngày thuộc họ Nymphalidae. Nó được tìm thấy ở miền đông và miền nam châu Phi, từ Ethiopia tới Nam Phi. Nó thường được bao gồm trong chi Precis thay vì Junonia.
Sải cánh dài 55–60 mm đối với con đực và 58–64 mm đối với con cái.
Ấu trùng ăn các loài Plectranthus và Englerastrum scandens.